# エドワード・プランケット (第16代ダンセイニ男爵)
第16代ダンセイニ男爵エドワード・プランケット（Edward Plunkett, 16th Baron of Dunsany、1808年11月29日 – 1889年2月22日）は、イギリス海軍の軍人、アイルランド貴族。保守党に属し、アイルランド貴族代表議員を務めた。軍人としての最終階級は海軍大将。

## 生涯
第14代ダンセイニ男爵エドワード・プランケットと1人目の妻シャーロット・ルイーザ（1769年1月21日 – 1818年6月10日、初代クロンカリー男爵ニコラス・ローレスの娘）の息子として、1808年11月29日にケント州ラムズゲートで生まれた。
1823年10月4日にイギリス海軍に入り、海軍士官候補生として48門艦シビルに配属され、1826年にペロポネソス半島沖における海賊掃討に参戦した。1830年に海尉昇任試験に合格し、1834年8月24日にはじめて海尉としての辞令を受けた。1834年9月10日に36門艦カスター、1837年1月19日にブリッグのロイヤリスト、1838年7月16日に同じくブリッグのサヴェージに配属された。カスター、ロイヤリスト、サヴェージでは第一次カルリスタ戦争に参戦して、スペイン海岸で任務についた。その後、1840年8月1日に中佐に昇進、1843年10月9日から1845年6月までの蒸気船ストロンボリでの任務を経て1846年11月9日に大佐に昇進した。1846年にイギリス海軍に関するパンフレットThe Past and Future of the British Navyを出版した。1864年11月、予備役における少将に昇進した。1871年7月に中将、1877年8月に大将に昇進した。
1852年4月7日に兄ランダル・エドワードが死去すると、ダンセイニ男爵位を継承、1856年6月13日にアイルランド貴族代表議員選挙における投票権を認められた。1864年3月8日にアイルランド貴族代表議員に選出され、1889年に死去するまで務めた。貴族院では保守党に属した。
1859年8月15日、ミーズ県の副統監に任命された。1883年時点でミーズ県に4,3799エーカー、キルケニー県に2,320エーカー、ラドナーシャーに1,670エーカー、キャバン県に30エーカーの領地を所有し、合計で年収9,680ポンドに相当した。
1889年2月22日にヘイスティングスで死去、25日にサセックス州コプソーンで埋葬された。長男に先立たれたため、次男ジョン・ウィリアムが爵位を継承した。

## 家族
1846年9月22日、アン・コンスタンス・ダットン（Anne Constance Dutton、1816年9月12日 – 1858年6月27日、第2代シャーボーン男爵ジョン・ダットンの娘）と結婚、4男3女をもうけた。
- メアリー・ソフィア・イライザ（1847年9月5日[10] – 1921年7月5日） - 1873年10月22日、シャンブレ・ブラバゾン・ポンソンビー（Chambré Brabazon Ponsonby、1884年10月9日没、トマス・ヘンリー・ポンソンビーの息子）と結婚、子供あり[9]
- ランダル・エドワード・シャーボーン（英語版）（1848年11月15日 – 1883年12月25日） - 庶民院議員、生涯未婚[9]
- コンスタンス・ラヴィニア・ハリエット（1850年4月22日[10] – 1921年1月23日） - 1881年4月7日、レイモンド・パー（Raymond Parr、1921年4月6日没、トマス・パーの息子）と結婚、子供あり[9]
- ジュリア・エリザベス（1851年10月29日 – 1866年11月16日[10]）
- ジョン・ウィリアム（1853年8月31日 – 1899年1月16日） - 第17代ダンセイニ男爵[1]
- ホレス・カーゾン（英語版）（1854年10月24日 – 1932年3月26日） - 政治家、生涯未婚[9]
- エドワード・レジナルド（1856年8月10日 – 1864年12月20日[9]）